# Желєзний
Желє́зний (рос. Железный, ерз. Железный) — селище у складі Чамзінського району Мордовії, Росія. Входить до складу Мічурінського сільського поселення.

## Населення
Населення — 4 особи (2010; 12 у 2002).
Національний склад (станом на 2002 рік):
- росіяни — 100 %